# Bałuty-Doły
Bałuty-Doły – osiedle administracyjne w Łodzi, na obszarze dawnej dzielnicy Bałuty, zamieszkiwane przez 44 358 osób.

## Położenie i granice
Osiedle Bałuty-Doły znajduje się w południowej części dzielnicy Bałuty na północ od centrum Łodzi i zajmuje powierzchnię około 6,64 km². Zachodnia granica osiedla przebiega kolejno ulicami Zachodnią i Zgierską w kierunku północnym, następnie Bałuckim Rynkiem w kierunku wschodnim i dalej na północ ulicą Łagiewnicką aż do ronda Powstańców 1863 r. Północna granica osiedla biegnie ulicą Inflancką do skrzyżowania ze Strykowską, gdzie przechodzi na tory kolejowe Łódź Widzew – Zgierz. Granica na wschodzie przebiega torami kolejowymi Łódź Widzew – Zgierz od skrzyżowania ze Strykowską do skrzyżowania z Telefoniczną. Granicę południową zaś wyznaczają ulice Telefoniczna, Palki, Źródłowa, Dwernickiego, Północna i Ogrodowa do Zachodniej.

## Charakter osiedla
Osiedle Bałuty-Doły obejmuje wschodnią część Starego Miasta (najstarszą część Łodzi, prawdopodobnie tutaj powstała wieś Łodzia, z której rozwinąć się miała Łódź) oraz osiedla Marysin-Doły, Doły i Helenów. Podczas okupacji niemieckiej w zachodniej części osiedla znajdowało się getto żydowskie. Na osiedlu Bałuty-Doły, dominuje zabudowa czteropiętrowa, choć zdarzają się też wyższe blokowiska a także domki jednorodzinne i kamienice. W południowej części osiedla znajduje się również najbliższy centrum Łodzi kompleks rodzinnych ogródków działkowych.

### Handel
Na terenie osiedla funkcjonuje wiele niedużych sklepów oraz hipermarket sieci E.Leclerc przy ulicy Inflanckiej.

### Ochrona zdrowia
Na osiedlu funkcjonuje kilka mniejszych placówek medycznych, a także szpitale: Uniwersyteckie Centrum Pediatrii im. Marii Konopnickiej Uniwersytetu Medycznego oraz Szpital Ministerstwa Spraw Wewnętrznych i Administracji w Łodzi. Ponadto na terenie osiedla przy ulicy Franciszkańskiej znajduje się Regionalne Centrum Krwiodawstwa.

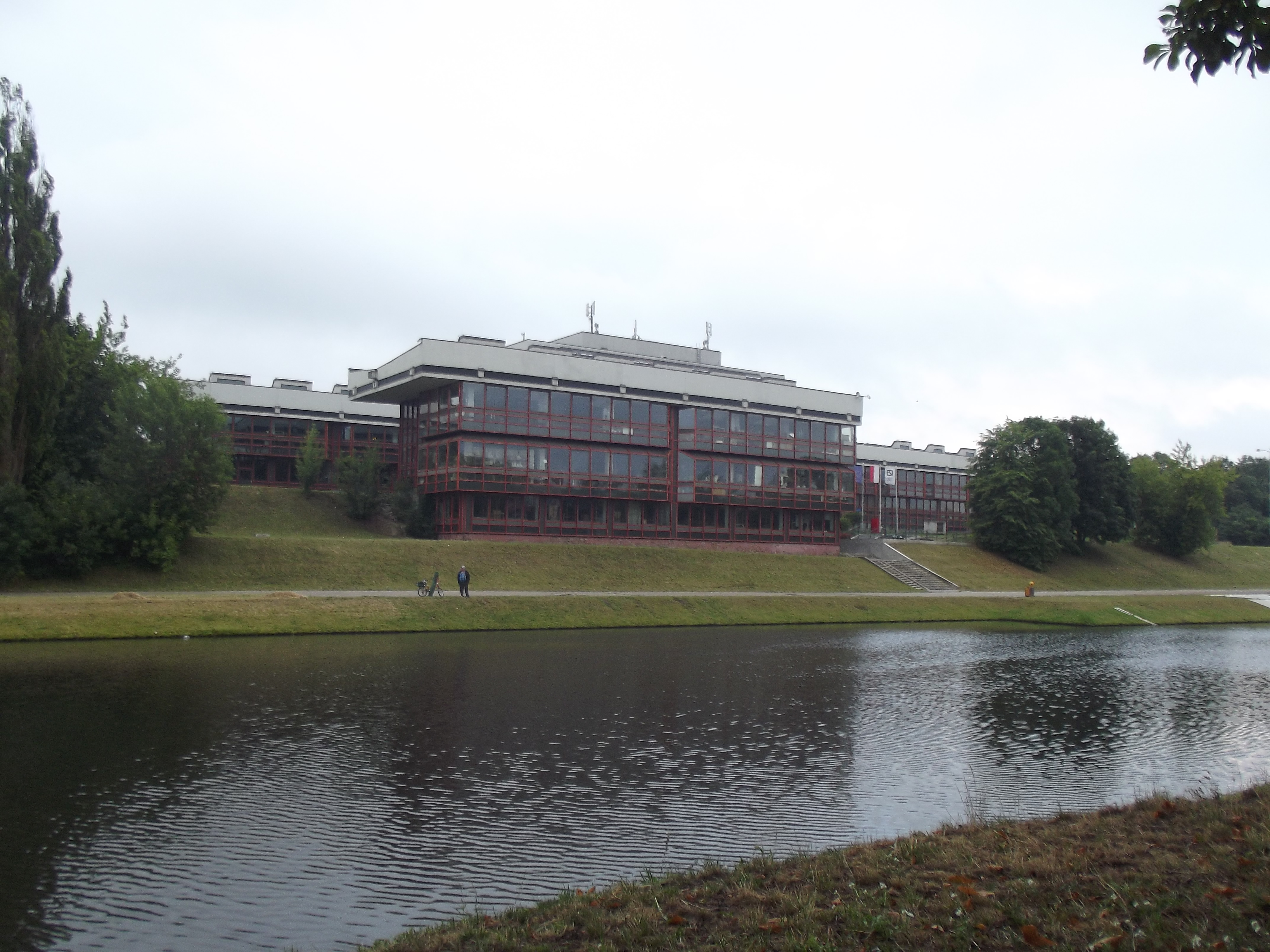
Gmach Akademii Sztuk Pięknych im. Władysława Strzemińskiego w Łodzi

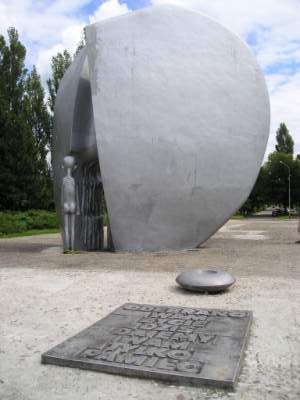
Pomnik Martyrologii Dzieci w Parku Szarych Szeregów.

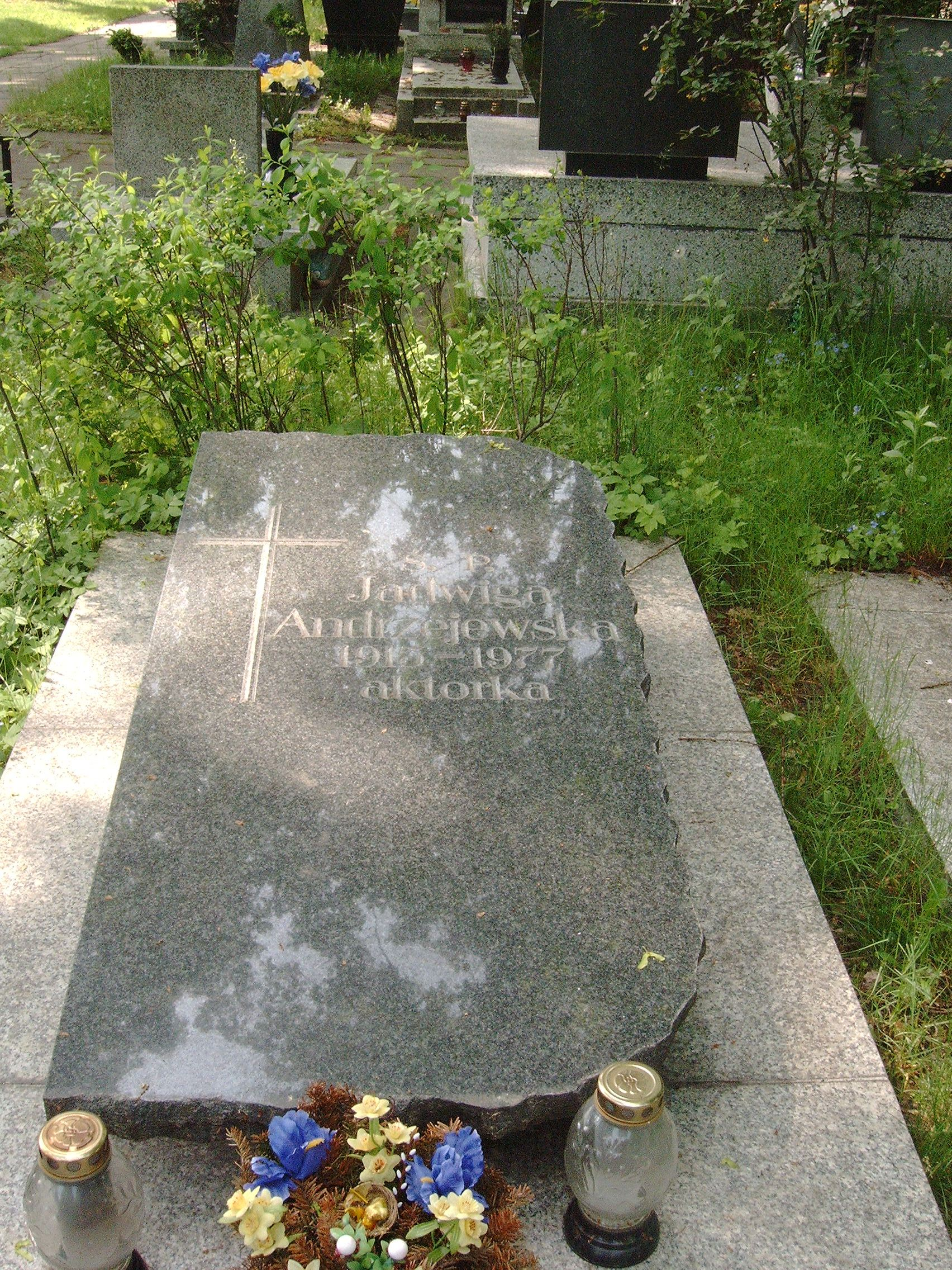
Nagrobek Jadwigi Andrzejewskiej na cmentarzu na Dołach.

### Oświata
Na terenie osiedla znajduje kilka przedszkoli i żłobków, a także 7 szkół podstawowych:
- Szkoła Podstawowa nr 30 im. rot. Witolda Pileckiego
- Szkoła Podstawowa nr 45 im. Jana Matejki
- Szkoła Podstawowa nr 58 im. Melchiora Wańkowicza
- Szkoła Podstawowa nr 81 im. Bohaterskich Dzieci Łodzi
- Szkoła Podstawowa nr 153 im. Marii Skłodowskiej-Curie
- Szkoła Podstawowa Specjalna nr 105 im. Jacka Kuronia
- Prywatna Szkoła Podstawowa "Kornelówka"

Ponadto szkoły średnie:
- XIII Liceum Ogólnokształcące im. Marii Piotrowiczowej
- Zespół Szkół Zawodowych Specjalnych nr 2
- XXIV Liceum Ogólnokształcące im. Marii Skłodowskiej-Curie
- Zespół Szkół Przemysłu Spożywczego im. Powstańców Wielkopolskich
- Zespół Szkół Elektroniczno-Informatycznych im. Jana Szczepanika w Łodzi
- Zespół Szkół Specjalnych nr 3 im. Jacka Kuronia

Na terenie osiedla znajduje się również Akademia Sztuk Pięknych im. Władysława Strzemińskiego, funkcjonująca budynku zaprojektowanym przez łódzkiego architekta Bolesława Kardaszewskiego.

### Parki
Osiedle Bałuty-Doły w odróżnieniu od sąsiadującego z nim osiedla Bałuty-Centrum jest bogate w parki i zieleńce. W południowej części osiedla wzdłuż koryta rzeki Łódki powstał kompleks parków i zieleńców: zieleniec przy Wojska Polskiego, Skwer im. Jadwigi Szustrowej, Park Ocalałych, Park Helenów oraz Park Staromiejski.
W północnej części osiedla, w miejscu hitlerowskiego Policyjnego Obozu dla Dzieci Polskich, znajduje się Park Szarych Szeregów (dawniej Park Promienistych) z Pomnikiem Martyrologii Dzieci.

### Cmentarze
Na Dołach znajduje się jeden z najważniejszych łódzkich kompleksów cmentarnych, w którego skład wchodzą:
- cmentarz rzymskokatolicki pw. św. Wincentego à Paulo,
- cmentarz komunalny (wejście główne od ul. Smutnej),
- cmentarz wojskowy pw. św. Jerzego (wejście główne od al. G. Palki),
- cmentarz prawosławny pw. św. Aleksandra Newskiego (wejście od ul. Telefonicznej),
- cmentarz baptystów,
- cmentarz zielonoświątkowców,
- fragment cmentarza żydowskiego, położonego na obszarze osiedlaMauzoleum Izraela Poznańskiego na cmentarzu żydowskim przy Brackiej.Kościół pw. Wniebowzięcia Najświętszej Marii Panny na placu Kościelnym.cmentarz mariawitów.

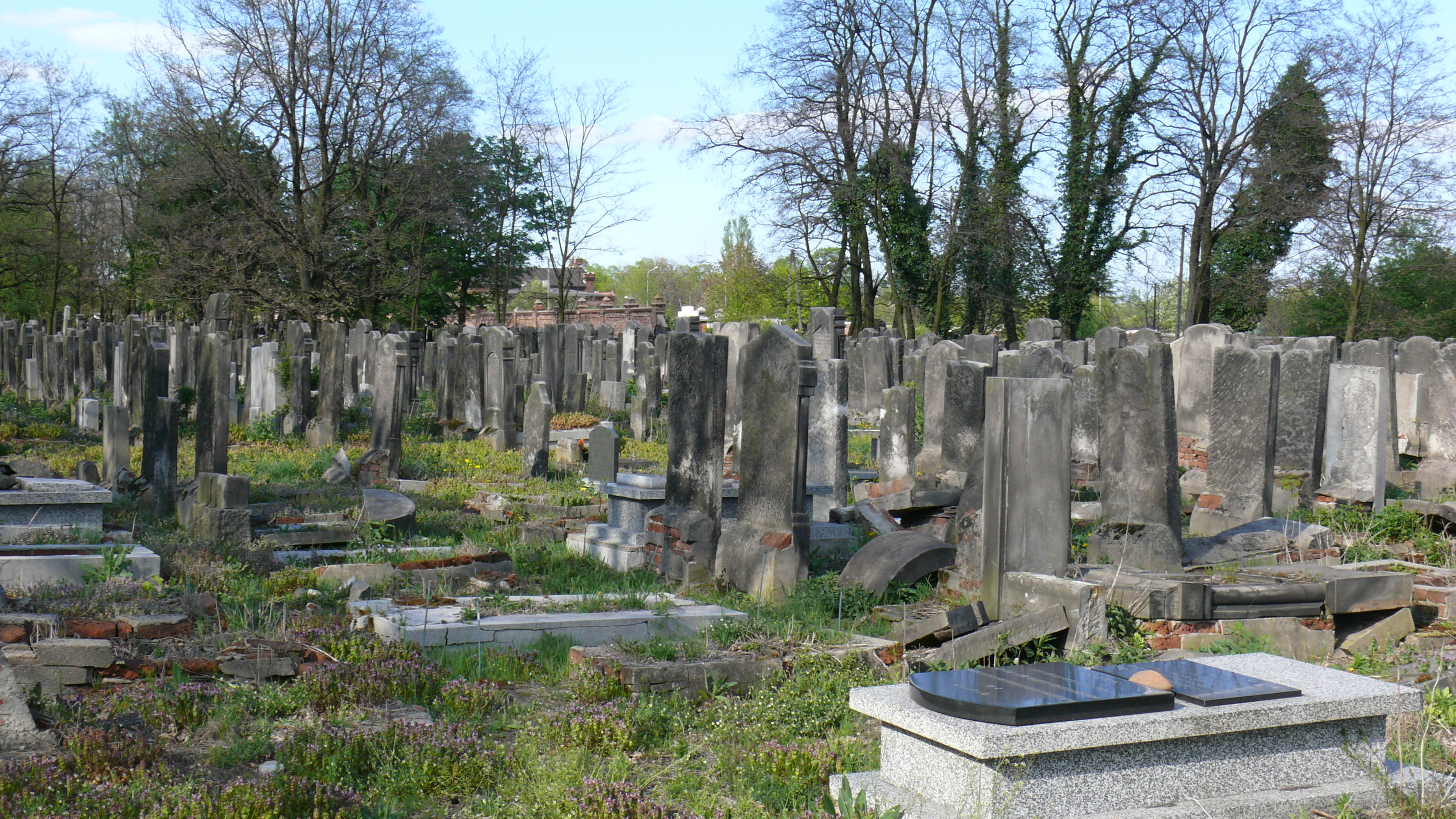
fragment cmentarza żydowskiego, położonego na obszarze osiedla

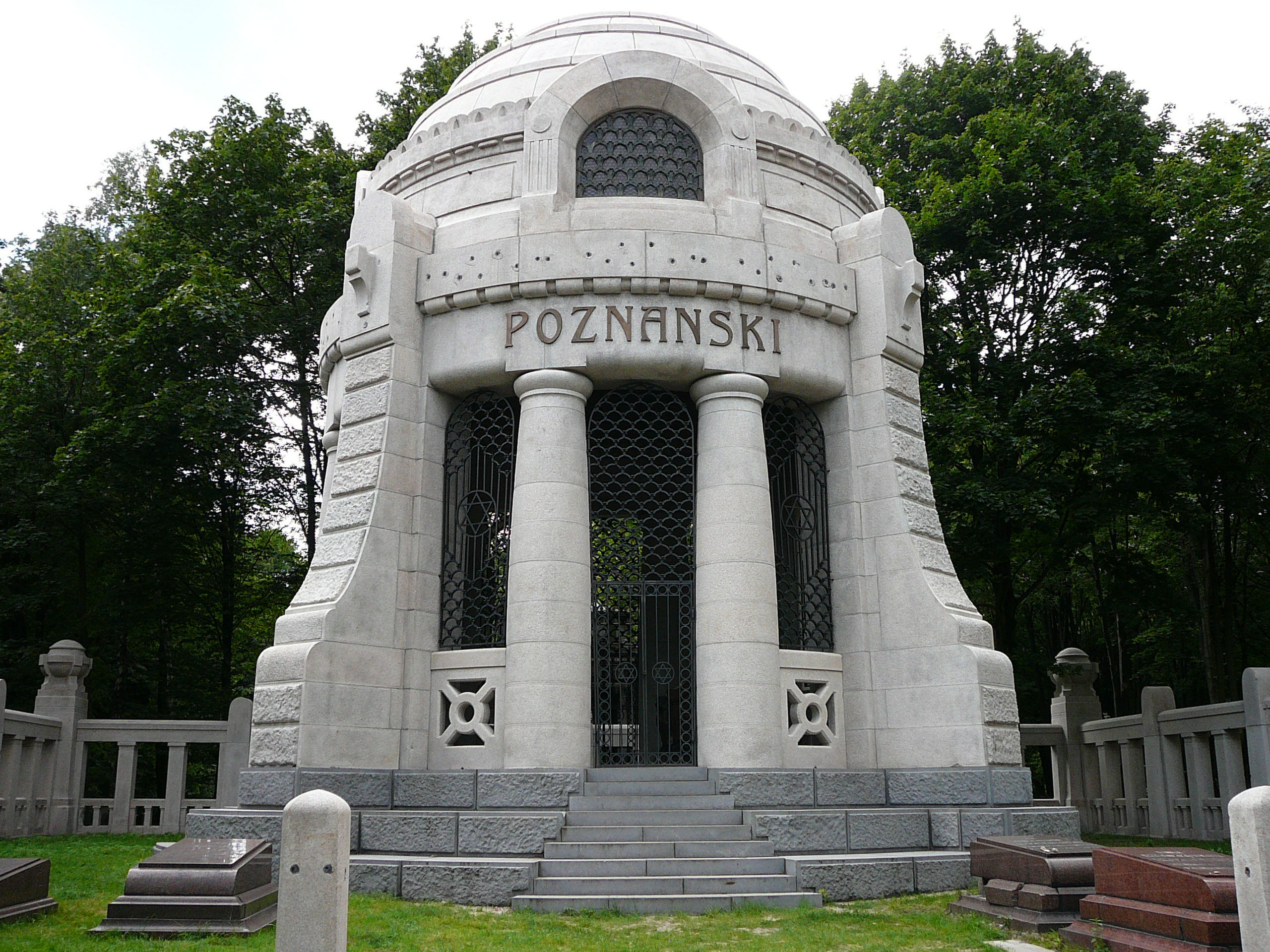
Mauzoleum Izraela Poznańskiego na cmentarzu żydowskim przy Brackiej.

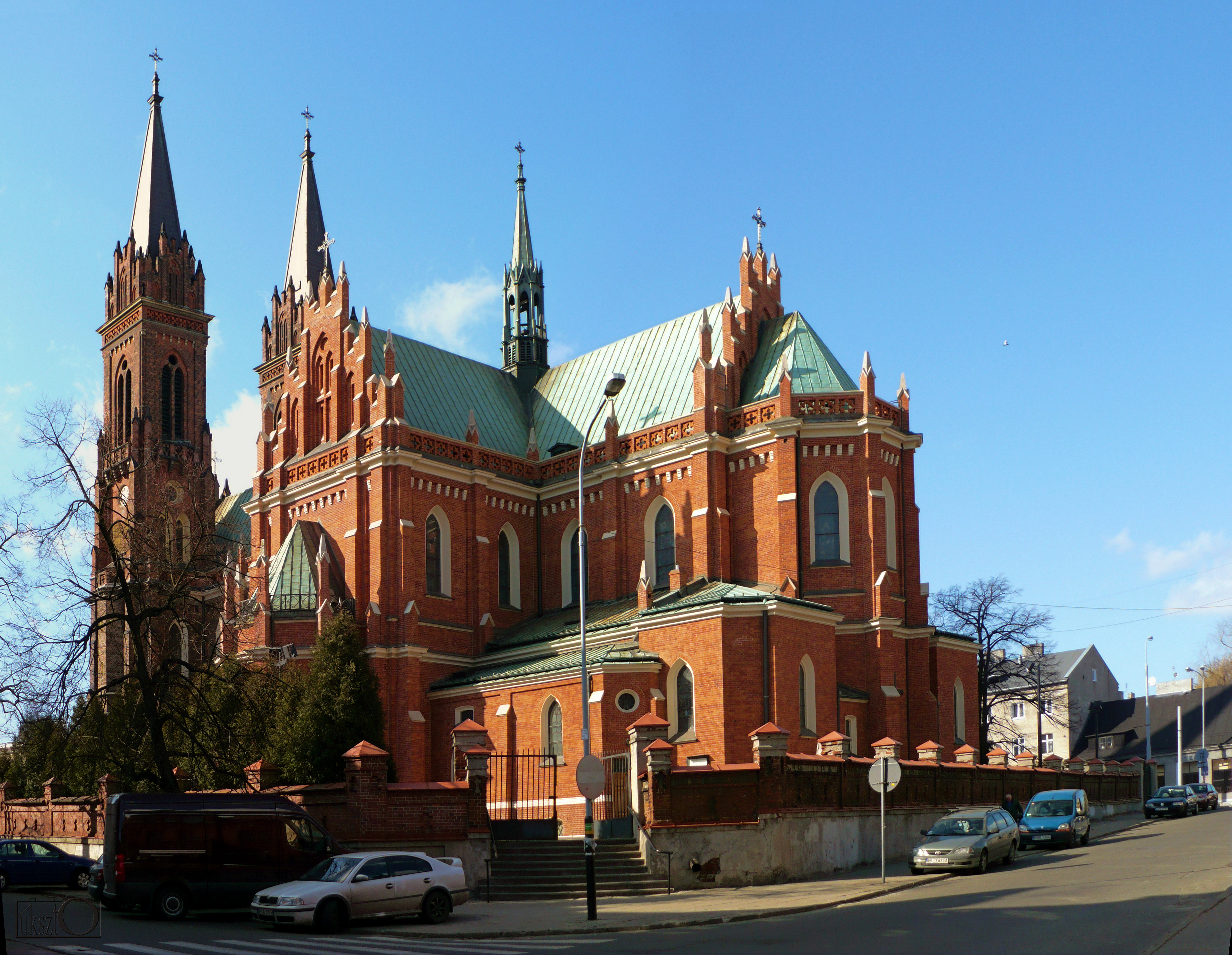
Kościół pw. Wniebowzięcia Najświętszej Marii Panny na placu Kościelnym.

Na cmentarzu pochowanych jest wiele zasłużonych Łodzian, m.in. Ludwik Benoit, Jadwiga Andrzejewska, Kazimierz Dejmek, Aleksander Fogiel, Wirgiliusz Gryń, Wojciech Jerzy Has, Katarzyna Kobro, Bogusław Mec, Grzegorz Palka czy Bogusław Sochnacki.

#### Cmentarz żydowski
Na północny zachód od kompleksu cmentarzy na Dołach znajduje się Nowy Cmentarz Żydowski z zabytkowym domem pogrzebowym. Ma on powierzchnię 42 ha i spoczywa na nim ponad 230 tysięcy ludzi. Jest to druga pod względem wielkości nekropolia żydowska w Europie i obecnie trwają prace nad wpisaniem go na listę światowego dziedzictwa UNESCO.
Znajdują się tutaj mauzolea wielu łódzkich Żydów zasłużonych dla miasta takich jak Izrael Poznański.

### Religia
Na terenie osiedla znajduje się najstarszy łódzki kościół: Kościół Wniebowzięcia Najświętszej Maryi Panny na placu Kościelnym, a także inne katolickie kościoły parafialne:
- Kościół pw. św. Elżbiety Węgierskiej i bł. o. Anastazego Pankiewicza
- Kościół pw. Opatrzności Bożej
- Kościół pw. Dobrego Pasterza

Ponadto na osiedlu znajduje się parafia starokatolicka: Starokatolicki Kościół Mariawitów pw. św. Franciszka z Asyżu oraz parafia ewangelicko-metodystyczna: Kościół Ewangelicko-Metodystyczny pw. Opatrzności Bożej w Łodzi

### Sport
Na osiedlu Bałuty-Doły znajduje się kompleks sportowy Klubu Sportowego Społem, a także stadion Klubu Sportowego Budowlani Łódź.

### Komunikacja
Na terenie osiedla Bałuty-Doły znajduje się jeden z głównych węzłów komunikacyjnych w Łodzi – skrzyżowanie drogi krajowej nr 14 (aleja Grzegorza Palki) z drogą krajową nr 72 (ulica Wojska Polskiego), które biegną od tego skrzyżowania na północ ulicą Strykowską. Na tym skrzyżowaniu, zwanym skrzyżowaniem „Doły”, znajduje się również ważny węzeł komunikacji miejskiej, a także węzeł przesiadkowy między komunikacją międzymiastową, a miejską. Poza wymienionymi drogami inne ważne ulice to graniczne: Inflancka, Źródłowa, Północna, Zachodnia i Łagiewnicka, a także Franciszkańska, Zgierska, Sporna wraz z przedłużeniami: Pankiewicza i Zagajnikową.
Za komunikację autobusową na osiedlu odpowiadają linie MPK: 51 (warianty A i B), 53 (warianty A i B), 57, 60 (warianty A, B, C, i D), 61, 64 (warianty A i B), 70, 81, 85, 87 (warianty A i B) oraz 88 (warianty A, B, C i D), a także linia nocna N7 (warianty A i B).
W 2019 roku miasto zadecydowało o zamknięciu torowiska tramwajowego prowadzącego wzdłuż ulic Wojska Polskiego i Strykowskiej na pętlę Doły (dawniej Strykowska), ze względu na jego zły stan. Ruch tramwajowy wrócił po remoncie trasy w marcu 2024 roku.